# اسکار مولینا پالوچیا
اسکار مولینا پالوچیا (به اسپانیایی: Óscar Molina Pallochia) (زاده ۲۷ سپتامبر ۱۹۲۱ – درگذشته ۲۰ اکتبر ۱۹۹۰) سیاست‌مدار اهل پرو بود. وی از ۳۰ ژانویه ۱۹۷۸ تا ۳۱ ژانویه ۱۹۷۹ نخست‌وزیر این کشور بود.